# Гамильтон, Хуго
Хуго Гамильтон (швед. Hugo Hamilton; 2 октября 1802 Эребру, Швеция — 5 июня 1871, Эребру, Швеция) — шведский фрайгерр, художник, театральный режиссёр

, главный почтмейстер и генеральный директор почтового отделения из рода Шведские Гамильтоны.

## Биография
Хуго Гамильтон родился 2 октября 1802 года, его отцом был Карл Дидрик Гамильтон. В 1819 году он поступил в Уппсальский университет, окончив его в 1824-м. В 1824 году он служил в агентстве юридических, финансовых и административных услуг, а с 1828 по 1834-й был вторым секретарём в Королевском кабинете иностранной корреспонденции. Он был камергером короля Оскара I. В риксдаге в1840 году Карл XIV Юхан предложил ему стать государственным министром и главой министерства финансов, но Хуго отказался.

### Карьера
Когда Оскар I стал королём в 1844 году, Хуго уговорили взяться за руководство над ним. Он работал над поддержкой шведской драматургии, включив в репертуар театра ряд произведений отечественных писателей, в том числе пьесы Бьёрьессона, Бланша, Юлина, Дальгрена и Риддерстада. До 1848 года Хуго работал театральным режиссёром.
В

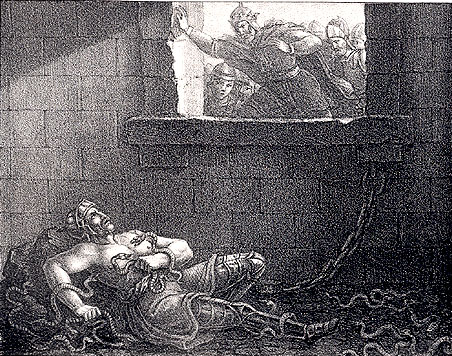
«Смерть Рагнара Лодброка»гравюра Хуго Гамильтона, 1830 год

1845 году он был назначен главным почтмейстером. Он интенсивно работал над развитием почтового дела. В 1850 году он стал первым, кто занял пост генерального директора почтового отделения, но был вынужден уйти в отставку в том же году из-за недопонимания между ним и правительством относительно почтовой конвенции с Францией.
В 1848 году Гамильтон принял на себя управление замком Бу и был председателем общества домохозяйств Эребру и занимал другие важные должности в лене. В 1857–1871 годах он был заместителем председателя Föreningen för Nerikes Folkspråk och Fornminnen.
С 1828 года Гамильтон обычно принимал участие в государственном парламенте, где он принадлежал к либеральной оппозиции, добивавшейся смены представительства. Между 1867 и 1870 годами он представлял региональный совет Эребру в первой палате.
Гамильтон был любителем искусства, в юности он нарисовал и опубликовал несколько литографических работ, в том числе иллюстрации к «Рунам Никандра» (1825), саге о Фритьофсе (24 плаката), Акселю (1830) и рисунки из древней истории Скандинавии (1830-1831). В 1840 году он стал членом Шведской королевской академии свободных искусств, а в 1848 её почётным членом. Поэт Карл Август Никандер в 1834-1836 годах гостил в поместье Хуго в  Нерке. Хуго представлен в Музее Эребру, библиотеке университета Упсала, музее Норрчёпинга и Национальном музее Швеции.

## Личная жизнь
В 1930 году Хуго женился на Ловисе Юханне Риддерстолпе (1812–1858) и имел от неё шестерых детей.